# Вторая мировая война на море
Военные действия на море во Вторую мировую войну в основном развертывались на двух театрах военных действий: в Атлантике (между Великобританией и Германией) и на Тихом океане (между США и Японией).

## Предыстория
Германия, Италия и Япония, объединив свои усилия, начали борьбу за передел мира. Поскольку большая часть земной поверхности занята морями и океанами, а часть государств-противников имеет островное положение (Великобритания и Япония), то мировая война неизбежно сопровождалась морскими сражениями.

## Технологии
Значительно расширилась роль авиации, которая смогла практически в одиночку сражаться с флотом противника (Битва в море Бисмарка). Соответственно большую роль в морских сражениях Второй мировой войны приобрели авианосцы, которые практически вытеснили линкоры. Для своевременного обнаружения авиации стали использоваться радары. Самостоятельную роль стали играть подводные лодки, основная задача которых свелась к борьбе с морскими конвоями противника (Гибель конвоя «Такэ Ити»).

## Театры военных действий

### Атлантический океан
14 октября 1939 года немецкая подводная лодка капитана Прина потопила британский линкор «Ройял Оук» прямо на базе Скапа-Флоу. Одно из первых морских сражений Второй мировой войны произошло 13 декабря 1939 года в южной Атлантике у берегов Аргентины. Тогда трем британским крейсерам удалось одержать верх над немецким крейсером.
12 ноября 1940 года британский флот атаковал итальянскую базу Таранто, потопив один линкор и серьезно повредив еще 4 корабля. В марте 1941 года эскадра британского флота нанесла поражение итальянскому флоту у побережья Греции (Сражение у мыса Матапан). 24 мая 1941 года немецкие и британские корабли сошлись в морском сражении в Северной Атлантике. В ходе этого боя немецкий линкор «Бисмарк» потопил британский крейсер «Худ», на котором погиб вице-адмирал Холланд. Однако британские корабли начали преследовать немецкий линкор и потопили его 27 мая. В августе 1941 года в условиях стремительного наступления немецких войск на Восточном фронте советский Балтийский флот вице-адмирала Трибуца (225 кораблей) совершил Таллинский переход в Кронштадт, потеряв 62 корабля.
В начале 1942 года 7 немецких подводных лодок под командованием капитана Хартенштайна совершили рейд в Карибское море, уничтожив 6 танкеров противника. С весны 1943 немецкие подводные лодки пытались нарушить снабжение союзников у берегов Канады.
23 октября 1943 года состоялся Бой в Ла-Манше, в ходе которого немцы потопили 2 британских корабля. Однако в декабре 1943 года в морском сражении в Бискайском заливе победу одержали британцы.
30 января 1945 года советская подводная лодка С-13 капитана Маринеско потопила немецкий транспорт Вильгельм Густлофф. 16 апреля того же года еще одна советская подводная лодка Л-3 капитана Коновалова потопила немецкий транспорт Гойя.

### Северный ледовитый океан
После вступления в войну СССР союзники начали оказывать помощь Красной Армии, снабжая её по ленд-лизу всем необходимым. Для этого были организованы Арктические конвои морских судов в советские порты Мурманск и Архангельск. Немецкая сторона, в свою очередь, предприняла летом 1942 года операцию «Вундерланд». 27 августа 1942 года немецкий крейсер «Адмирал Шеер» атаковал советский Порт Диксон на Таймыре. В канун 1943 года состоялся Бой в Баренцевом море, завершившийся победой Великобритании. 8 сентября 1943 года отряд из 11 немецких кораблей совершил рейд на Шпицберген

### Индийский океан
31 марта — 10 апреля 1942 года эскадра японского флота под руководством вице-адмирала Нагумо (41 корабль) совершил Рейд в Индийский океан, атаковав британский флот близ Цейлона. В ходе этого рейда японцы потопили 30 британских судов в акватории Бенгальского залива. 5 апреля бомбардировкам палубной авиации подвергся административный центр Цейлона город Коломбо.

### Тихий океан
7 декабря 1941 года японский флот атаковал американскую базу на Гавайях, а 10 декабря — нанёс поражение британцам в Южно-Китайском море (Бой у Куантана). Эти успехи позволили японцам начать оккупацию Филиппин. Важным моментом для японского продвижения в Юго-Восточной Азии стал захват Сингапура 15 февраля 1942 года. 19 февраля японский флот силами палубной авиации атаковал австралийский город Дарвин. К 20 февраля японцы оккупировали Суматру (Индонезия) и десантировались на Тиморе. 27 февраля японский флот адмирала Такаги (68 кораблей) нанёс поражение союзникам в Яванском море, что привело к захвату японцами острова Ява.
В мае 1942 года состоялось тяжелое Сражение в Коралловом море. Летом 1942 году американский флот адмирала Нимица нанёс поражение японскому флоту в битве за Мидуэй. Однако тем же летом японский флот сумел взять реванш у берегов Новой Гвинеи. В ноябре 1942 года американский флот нанёс поражение японцам близ Соломоновых островов (Морское сражение за Гуадалканал). Весной 1943 года американская авиация разгромила японский морской десант в Новой Гвинее, уничтожив 13 кораблей. Той же весной японцы и американцы сошлись в морском сражении у Алеутских островов. Летом 1943 года американский флот вновь нанёс поражение японскому в битве близ Соломоновых островов.
Весной 1944 года американские подводные лодки уничтожили японский конвой «Такэ Ити». Летом 1944 года американский флот адмирала Спрюэнса (129 кораблей) нанёс поражение эскадре японского флота (57 кораблей) в битве на Филиппинском море, что позволило американцам осенью 1944 года высадить десант на Филиппинах. Весной-летом 1945 года крупное соединение американо-британского флота (1600 кораблей) приняло участие в битве за Окинаву.